# العالم، یمن
ال عالم یک منطقهٔ مسکونی در یمن است که در استان ابین واقع شده‌است.